# Фунт Новой Шотландии
Фунт был валютой Новой Шотландии до 1860 года. Он делился на 20 шиллингов, которые состояли из 12 пенсов. Он был приравнен к британскому фунту и был заменен на доллар Новой Шотландии в 1860 году по курсу 5 долларов = 1 фунт (1 доллар = 4 шиллинга), хотя монеты и банкноты с номиналом в долларах не выпускались до 1861 года.

## Токены

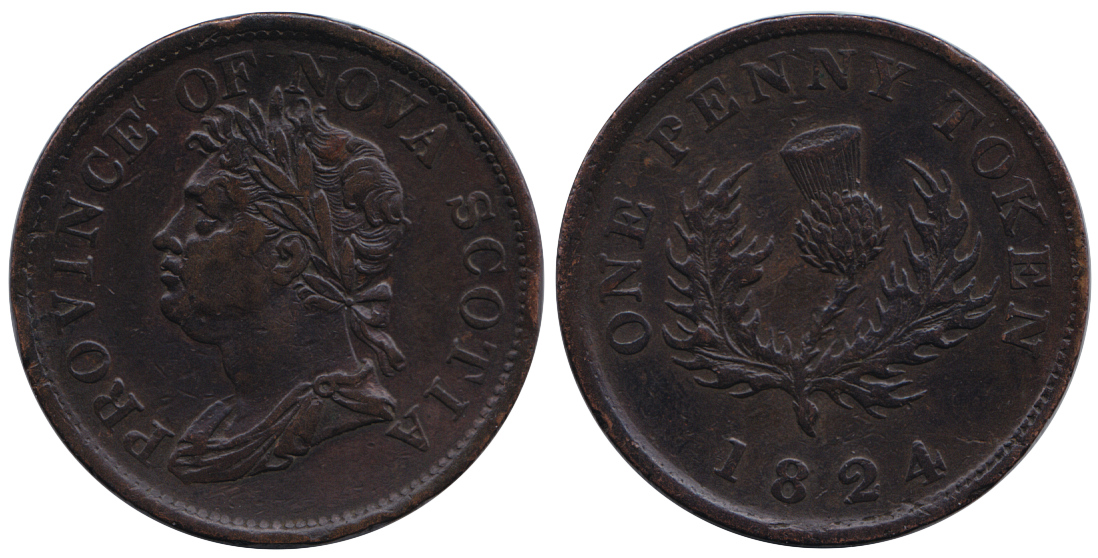
Токен 1 пенни 1824 г. Георг IV и цветок чертополоха.

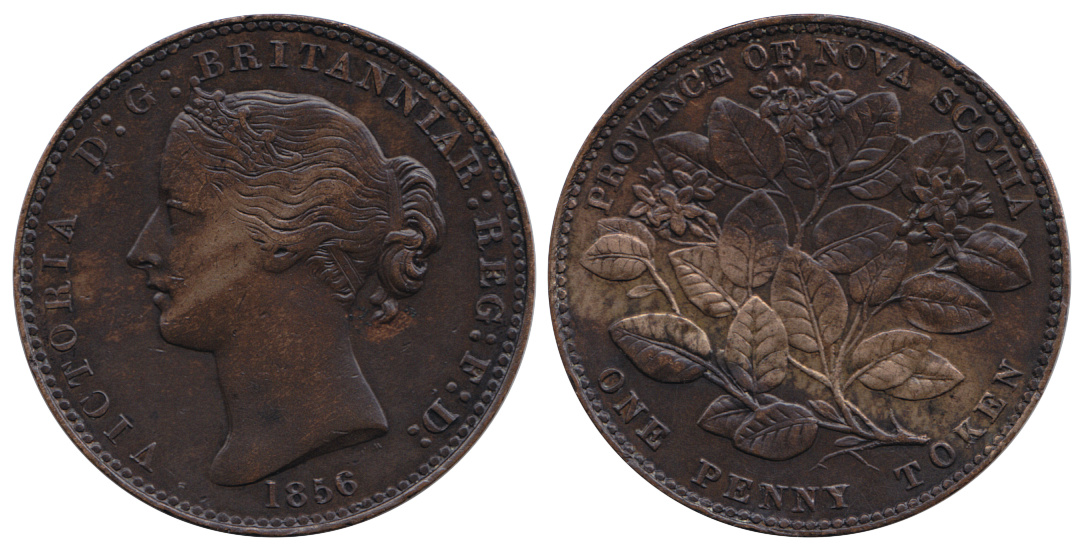
Токен 1 пенни 1856 г. Королева Виктория и ветка Эпигеи ползучей.

Наряду с британскими монетами, в связи с нехваткой разменной монеты, в 1812, 1823 и 1856 гг. выпускались медные токены номиналом в ½ и 1 пенни.

## Банкноты
В 1812 году, правительство провинции выпустило казначейские билеты достоинством 1, 2½, 5 и 50 фунтов. В период 1813—1830 гг. выпускались банкноты номиналом в 1, 2 и 5 фунтов. К ним в 1830 г. добавились 5 и 10 шиллингов. Наряду с казначейскими билетами, два чартерных банка также выпускали бумажные деньги в Новой Шотландии: Банк Новой Шотландии, и Галифаксская банковская компания. Галифаксская банковская компания выпускала банкноты с 1825 года, номиналом 1, 5, 6, 6½ и 7 фунтов, в то время как Банк Новой Шотландии начал выпускать банкноты с 1834 года, номиналом 1½, 2, 2½, 5, ¼, 6, 7, 7½ и 10 фунтов.